# Puotojaure
Puotojaure är en sjö i Gällivare kommun i Lappland och ingår i Luleälvens huvudavrinningsområde. Sjön har en area på 1,42 kvadratkilometer och ligger 482 meter över havet. Puotojaure ligger i Sjaunja Natura 2000-område. Sjön avvattnas av vattendraget Puotojåkkå.

## Delavrinningsområde
Puotojaure ingår i det delavrinningsområde (746237-166601) som SMHI kallar för Utloppet av Puotojaure. Medelhöjden är 499 meter över havet och ytan är 12,14 kvadratkilometer. Det finns inga avrinningsområden uppströms utan avrinningsområdet är högsta punkten. Puotojåkkå som avvattnar avrinningsområdet har biflödesordning 3, vilket innebär att vattnet flödar genom totalt 3 vattendrag innan det når havet efter 249 kilometer. Avrinningsområdet består mestadels av skog (58 procent) och sankmarker (26 procent). Avrinningsområdet har 1,93 kvadratkilometer vattenytor vilket ger det en sjöprocent på 15,9 procent.